# 美洲沙锥
（學名：Gallinago delicata）是一種細小及粗壯的涉禽。牠們以往被認為是田鷸的亞種。美洲沙锥雙翼邊的白色較田鷸的窄，且有八對尾羽而非七對。
成年美洲沙锥長23–28厘米，翼展39–45厘米。牠們雙腳很短及呈灰綠色，喙很直很長。牠們主要呈斑褐色，下身較淡色。眼睛有一道深色斑紋，斑紋上下也有較淺色的斑紋。雙翼有斑點。
美洲沙锥棲息在加拿大及美國北部的沼澤、凍土層及潮濕草坪。在美國太平洋海岸的群落是留鳥，全年留在當地。東部群落會遷徙到美國南部及南美洲北部。但是由於全球暖化，牠們變得比100年前早遷回及遲離開繁殖地。例如在俄亥俄州，於1906年時牠們會於4月下旬遷徙；但現時則仍留在原地。
美洲沙锥會在軟泥中覓食。牠們主要吃昆蟲及蚯蚓，並植物。牠們是偽裝能手，喜歡將自己藏在植物堆中。當掠食者走近時，牠們會向各方飛走逃避。
雄鳥會展翅來示愛。牠們會在空中盤旋，並會稍稍俯衝來發出特別的聲音。牠們會可以全日展翅直到晚上。聲音就像鬼鴞的叫聲。牠們會在地上隱藏的地方築巢。
美洲沙锥於19世紀末因獵殺及失去棲息地而減少。不過，牠們仍然很普遍，而世界自然保護聯盟亦將牠們列為無危。牠們似乎並不怎麼能抵受失去棲息地，因為沼澤的消失令牠們也大幅減少。

## 外部連結
- 美洲沙锥的相片
- Cornell Lab of Ornithology （页面存档备份，存于）
- Avibase[永久]